# Licuala
Licuala é um género botânico pertencente à família Arecaceae.
Na classificação taxonômica de Jussieu (1789), Licuala é o nome de um gênero  botânico,  ordem  Palmae,  classe Monocotyledones com estames perigínicos.

## Principais espécies
| - Licuala acuminata - Licuala acutifida - Licuala ahlidurii - Licuala amplifrons - Licuala angustiloba - Licuala dasyantha - Licuala grandis - Licuala lauterbachii | - Licuala orbicularis - Licuala paludosa - Licuala peltata - Licuala pumila - Licuala ramsayi - Licuala rumphii - Licuala spinosa |